# استراتيجية سنغافورة
إستراتيجية سنغافورة هي سياسة الدفاع البحري للإمبراطورية البريطانية التي تطورت في سلسلة من الخطط الحربية بدءًا من عام 1919م وحتى عام 1941م. تهدف الإستراتيجية إلى منع عدوان إمبراطورية اليابان عبر بناء أسطول من البحرية الملكية في الشرق الأقصى، بحيث يكون قادرًا على وقف أية قوة يابانية تتجه جنوبًا للهند أو أستراليا، وإيقاع الهزيمة بها. ولضمان نجاح الخُطط، كان من الضروري وجود قاعدة بحرية مجهزة تجهيزًا جيدًا. ومن أجل ذلك اُختيرت سنغافورة الواقعة في الطرف الشرقي لمضيق ملقا عام 1919م بصفتها أنسب موقع لبناء الأسطول. استمر العمل في بناء القاعدة البحرية ودفاعاتها على مدار العقدين التاليين.
تصور مُخططو الحرب أن الحرب على اليابان ستمر بثلاث مراحل: أولاً، يُبحر الأسطول من الوطن باتجاه سنغافورة في نفس الوقت الذي تُدافع فيه القوات الحامية هُناك عن القلعة، ثانيًا، يهجم الأسطول على القوات لتحرير هونغ كونغ وإعادة الاستيلاء عليها، وأخيرًا يقوم الأسطول بمحاصرة الجُزر اليابانية الرئيسة وذلك لإجبار اليابان على قبول الشروط. لم تحظ فكرة غزو اليابان بقبولٍ؛ باعتبارها حلًا لا يُمكن تنفيذه على أرض الواقع. لم يتوقع واضعو الحرب البريطانيون قبول اليابانيين خوض معركة بحرية بهذه القوة رغم كُل الصعاب. وعلى الرغم من علمهم بمدى تأثير الحصار على دولة جزرية تقع في قلب إمبراطورية بحرية مثل اليابان، أدركوا أن ممارسة الضغوط الاقتصادية ستكون كافية.
كانت إستراتيجية سنغافورة حجر الزاوية لسياسة دفاع الإمبراطورية البريطانية في الشرق الأقصى خلال الفترة من 1920م وحتى 1930م. وبحلول 1937م اتّخذ مفهوم «الأسطول الرئيس إلى سنغافورة» منحى آخر ربما بسبب التكرار المستمر له؛ وهو «حرمة انتهاكه» تمامًا كحرمة انتهاك «الأسفار المقدسة»، وفقًا لما أعلنه القائد العسكري البارز ستيفن روسكيل. يوجد العديد من العوائق المالية، والسياسية، والعملية التي بدورها ضمنت عدم إمكانية تنفيذ الإستراتيجية. واجهت الإستراتيجية عددًا من الانتقادات المستمرة في عام 1930م من بريطانيا وأستراليا؛ حيث كانت تُستخدم هُناك كعذر لسياسات الدفاع التي تعتمد على التقشف. أدت الإستراتيجية في النهاية إلى إرسال القوة Z إلى سنغافورة، وغرق أمير ويلز والبارجة ريبالس، نتيجة لهجوم جوي من القوات اليابانية في العاشر من ديسمبر/كانون الأول لعام 1941م. وصف ونستون تشرشل سقوط سنغافورة المخز بعد ذلك بأنه «الكارثة الأسوأ والاستسلام الأكبر في تاريخ بريطانيا».

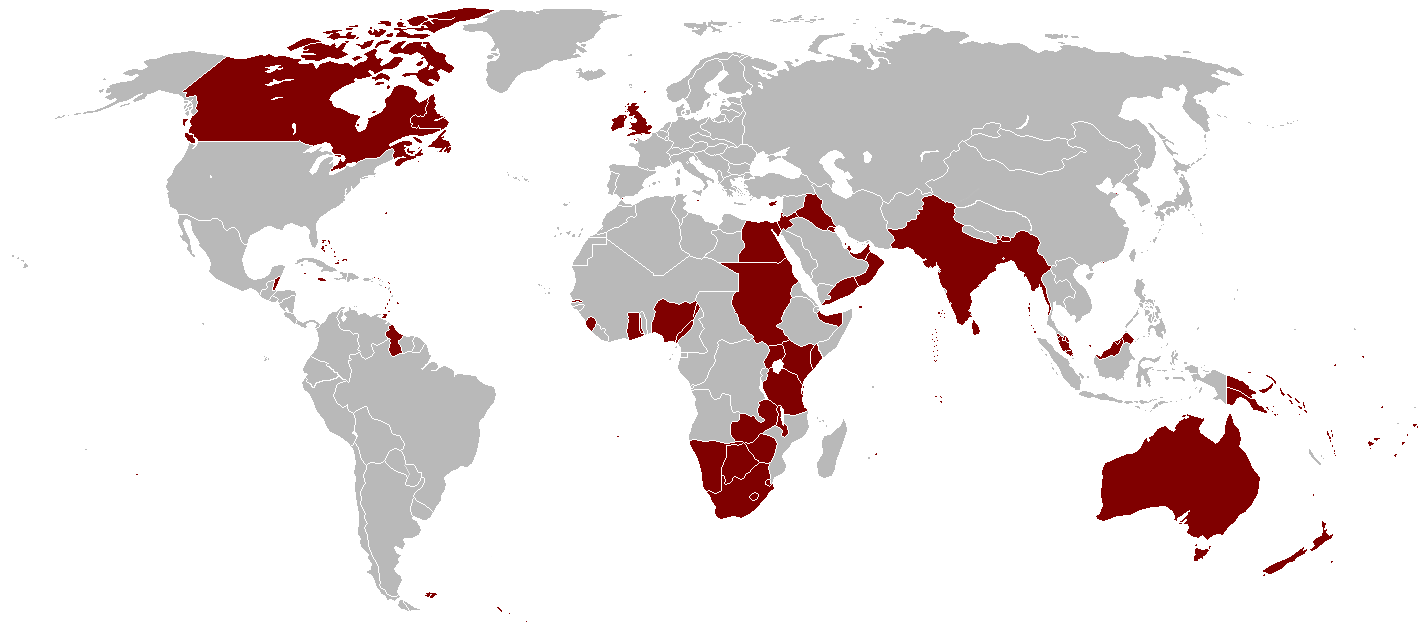
الإمبراطورية البريطانية عام 1921م. حيث كانت أستراليا، وكندا، ونيوزلندا، وجنوب أفريقيا مستوطنات مستقلة.

## الأصل
عقب الحرب العالمية الأولى، غَرق أسطول أعالي البحار التابع للبحرية الإمبراطورية الألمانية في سكابا فلو. كانت هُناك تحديات بين هذا الأسطول والبحرية الملكية حول أمور السيادة. ولكن بشكلٍ عامٍ كانت البحرية الملكية تُواجه تحدياتٍ خطيرةٍ إزاء وضعها باعتبارها تمتلك الأسطول الأقوى في العالم الذي تعدى أسطول الولايات المتحدة الأمريكية وأسطول البحرية الإمبراطورية اليابانية. ولكن عزم الولايات المتحدة الأمريكية على إنشاء «بحرية لم توجد من قبل» وفقًا لما قاله أميرال البحرية جورج ديوي أنذر بحدوث سباق تسلح بحري جديد.
كانت البحرية الأمريكية أصغر من البحرية الملكية في عام 1919م، ومع ذلك، كان يتم إنزال السُفن الموجودة أثناء برنامج البناء في زمن الحرب إلى الماء، بالإضافة إلى أن أنظمة البناء الحديثة زادت من قوة السفن الأمريكية. طالب معيار القوتين الذي صدر عام1889م بأهمية وجود بحرية ملكية قوية بالدرجة التي تكفي لمواجهة أي قوتين أُخرتين. وفي عام 1909م تمثّل هذا النموذج في سياسة تقليص امتلاك المدرعات بنسبة 60%. أدى ذلك إلى زيادة الضغوط على برنامج بناء البحرية الأمريكية والذي أدى بدوره إلى مناقشات محتدمة بين لورد البحر الأول الأميرال السير روسلين ويمز ورئيس عمليات البحرية الأميرال ويليام اس بينسون في مارس/نيسان وحتي أبريل/آذار عام 1919، على الرغم من التصريح الذي قدمته الحكومة عام 1909م والذي يقضي بعدم اعتبار الولايات المتحدة عدو مُحتمل. وقد أكّد مجلس الوزراء هذا القرار مرة أخرى في أغسطس/آب عام 1919م من أجل منع برنامج بناء البحرية الأمريكية خشية أن تعتبره الأميرالية تبريرًا للشروع فيه من تلقاء نفسها. أعلن اللورد الأول للأميرالية السير والتر لونج عام 1920م معيارًا موحد القوة يحق بموجبه الإبقاء على بحرية «لا تقل قوة عن قوة أي بحرية أخرى.» تم الإعلان عن النموذج موحد القوة بشكل رسمي في المؤتمر الإمبراطوري الذي عُقد عام 1921م، وقد أيّدت معاهدة واشنطن البحرية عام 1922م هذه السياسة.
اجتمع رؤساء وزارات المملكة المتحدة والمستوطنات في المؤتمر الإمبراطوري عام 1921م من أجل تقرير سياسة دولية مُوحدة فيما يخص العلاقة بين الولايات المتحدة واليابان. دار الحديث حول مسألة تجديد التحالف الأنجلو ياباني من عدمه؛ حيث كان من المقرر أن ينتهي في الثالث عشر من يوليو/تموز 1921م. أيد كًلا من رئيس وزراء أستراليا بيل هيوز ورئيس وزراء نيوزلندا بيل ماسي تجديد التحالف بقوة، فلم يُرد أيًا منهما أن تدخل بلاده في حرب بين الولايات المتحدة واليابان ولذلك باينوا المساعدات السخية التي قدّمتها اليابان أثناء الحرب العالمية الأولى تزامنًا مع تقرير الولايات المتحدة عدم التدخل في الشؤون الدولية في أعقاب الحرب. أعلن هيوز قائًلا: «يتوجب على الإمبراطورية البريطانية أن تتخذ دولة صديقة يمكن الاعتماد عليها في منطقة المحيط الهادئ». ومن ناحية أخرى، أبدى كًلا من رئيس وزراء كندا آرثر مهيجن اعتراضه بدعوى تأثير التحالف سلبًا على علاقة بلاده بالولايات المتحدة؛ حيث تعتمد عليها لتحقيق أمنها. ونتيجة لذلك، انتهت مدة التحالف؛ حيث لم يتم التوصل إلى أي قرار بخصوص تجديده.
نصت معاهدة واشنطن البحرية عام 1922م على نسبة 3:5:5 على التوالي من السفن القوية للقوات البحرية البريطانية، والأمريكية، واليابانية. وبذلك ظلت البحرية الملكية البحرية الأكبر عالميًا خلال عام 1920م، حيث تفوقت على اليابان التي على الأرجح كانت تُعتبر خصمًا لها. حظرت المعاهدة كذلك تحصين الجُزر الموجودة المحيط الهادئ، بيد أنه تم استثناء سنغافورة على وجه التحديد. حظرت بنود معاهدة لندن البحرية لعام 1930 البناء البحري، الذي أدى بدوره إلى تدهورٍ حادٍ في صناعة السفن البريطانية. نتج عن رغبة ألمانيا في تقليص حجم القوات البحرية التابعة لها إلى توقيع اتفاقية الأنجلو البحرية الألمانية عام 1935. كان هذا بمثابة الإشارة إلى رغبتها الصادقة في تجنب الصراع مع بريطانيا. وفي عام 1934م بدأ لورد البحر الأول الأميرال السير إيرنل شات فيلد في ممارسة الضغوط حيث طالب بحشود عسكرية جديدة تكفي لمُحاربة اليابان وأوروبا العُظمى. وقد استلزم تنفيذ هذا الأمر التسريع من عملية البناء حتى يملأ السعة القصوى لحوض بناء السفن. تنبهت وزارة المالية لاحقًا إلى التكلفة المُحتملة للبرنامج التي تُقدر بحوالي ما بين ثمانية وثمانين ومائة وأربعة مليون جنيه استرليني. لم تستطع وزارة المالية وقف إعادة التسليح بحلول عام 1938م، وتزايدت مخاوف الساسة والعامة إزاء أن يتم استدعاؤهم للحرب مع ألمانيا واليابان على حين غُرة أكثر من امكانية حدوث أزمة اقتصادية كبيرة في المستقبل البعيد.

## الخطط

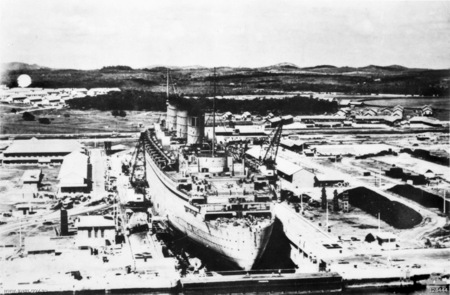
سفينة الجند آر إم إس في قفص الاتهام بسنغافورة، أغسطس/آب 1940

كانت إستراتيجية سنغافورة مجموعة من الخطط الحربية التي تطورت خلال عشرين عامًا، حيث كان وجود قاعدة لأي أسطول في سنغافورة أمرًا مُعتاداً. كانت توضع الخطط لاحتمالات مختلفة، سواء كانت دفاعية أم عدوانية. كانت بعض الخطط تهدف إلى إيقاع الهزيمة باليابان، والبعض الأخر كان يرمي فقط إلى ردع العدوان. وفي نوفمبر/تشرين الثاني عام 1918 طالب وزير البحرية الأسترالي السير جوزيف كوك الأميرال اللورد جيليكو بوضع خطة للدفاع البحري للإمبراطورية. قام اللورد جيليكو تباعًا بجولة في الإمبراطورية في سفينة حربية من طراز إتش إم إس نيوزلندا في فبراير/شباط عام 1919. وقدّم بعد ذلك تقريره إلى الحكومة الأسترالية في أغسطس/آب عام 1919. وقد حذّر في قسم مُصنف على أنه سري في التقرير من حتمية تعارض مصالح الإمبراطورية البريطانية مع اليابان. طالب بإنشاء أسطول المحيط الهادئ البريطانية على درجة كافية من القوة تكفي لمقاومة البحرية الإمبراطورية اليابانية. أعلن اللورد أن الأمر يستلزم وجود ثمان بارجات، وثمان طرادات، وأربع حاملات طائرات، وعشرة طرادات، وأربعون مدمرة، وستة وثلاثين غواصة، بالإضافة إلى مواد مساعدة.
أظهر جيليكو حاجة الأسطول إلى وجود مَسْفَن في الشرق الأقصى، على الرغم من أنه لم يُحدد موقعًا بعينه. أخذت لجنة الدفاع الإمبراطورية المقالة المُعنونة «الوضع البحري في الشرق الأقصى» بعين الأعتبار في أكتوبر/تشرين الأول عام 1919.؛ حيث أشار العاملون بالبحرية بأن استمرار التحالف الأنجلو ياباني يمكن أن يؤدي إلى حرب بين الإمبراطورية البريطانية والولايات المتحدة. أصدرت الأميرالية عام 1920 مذكرة الحرب (الشرقية) 1920، التي تضمنت سلسلة من الإرشادات في حال حدوث حرب مع اليابان. وصفت المذكرة الدفاع عن سنغافورة بأنه «حتمًا أساسيًا». وتم تقديم الإستراتيجية إلى المستوطنات خلال المؤتمر الإمبراطوري عام 1923.
قسّم مؤلفو مذكرة الحرب (الشرقية) 1920 الحرب مع اليابان إلى ثلاث مراحل. في المرحلة الأولى، تدافع القوات الحامية لسنغافورة عن القلعة في نفس الوقت الذي يُبحر فيه الأسطول من الوطن باتجاه سنغافورة. وفي المرحلة الثانية، يُبحر الأسطول من سنغافورة لتحرير هونغ كونغ أو إعادة الإستيلاء عليها. وفي المرحلة الأخيرة، يُحاصر الأسطول اليابان وذلك لإجبارها على القبول بالشروط.

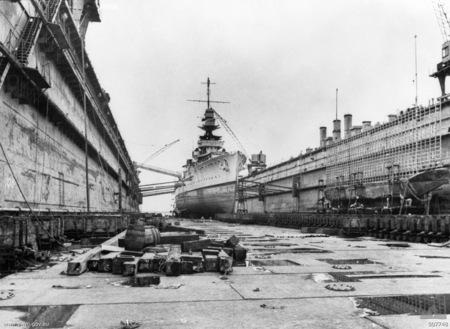
سفينة حربية بريطانية داخل الأميرالية التاسعة عائمة على حوض جاف في القاعدة البحرية في سنغافورة في سبتمبر/أيلول 1941

تمركزت معظم الخطط على المرحلة الأولى بصفتها المرحلة الأكثر خطورة. تضمنت هذه المرحلة بناء أعمال الدفاع لسنغافورة. وكان وجود قاعدة بحرية قادرة على دعم الأسطول ضروريًا خلال المرحلة الثانية. على الرغم من إنشاء الولايات المتحدة حوضًا للسفن قادرًا على نقل السفن الحربية في بيرل هاربر خلال عامي 1909 و1919، لم تمتلك البحرية الملكية قاعدة مثل هذه شمالي مالطا. وفي أبريل/نيسان عام 1919 قدّم قسم الخُطط بالأميرالية تقريرًا بحث فيه مواقع تصلح كقواعد بحرية في منطقة الهادئ في حال حدوث حرب مع الولايات المتحدة أو اليابان. أُخُذت هونغ كونغ بعين الاعتبار ولكن تم استبعادها حيث كانت عرضة للهجوم. وكذلك كان الحال مع سيدني؛ فعلى الرغم من أنها مكانًا آمنًا، كانت تبعد كثيرًا عن اليابان. برزت سنغافورة بعد ذلك كأفضل موقع لقاعدة بحرية.
تغيرت مدة الفترة التي سيستغرقها الأسطول لكي يصل إلى سنغافورة منذ اندلاع العداء؛ حيث كان لا بد أن تتضمن الوقت اللازم لحشد الأسطول، وتجهيز السفن وإمدادها بالمؤن، وأخيرًا الإبحار إلى سنغافورة. كان تقدير تلك الفترة في البداية اثنان وأربعين يومًا، بافتراض تحذير مسبق معقول. وفي عام 1938 ارتفعت المدة إلى سبعين يومًا؛ حيث خُصص أربعة عشر يومًا لإعادة التموين. زادت الفترة مرة أخرى في يونيو/حزيران عام 1939 إلى تسعين يومًا، بالإضافة إلى خمسة عشر يومًا لإعادة التموين. وأخيرًا مُدت الفترة لتبلغ مائة وثمانين يومًا في سبتمبر/أيلول عام 1939.
ومن أجل تسهيل هذه الحركة، تم بناء سلسلة من مرافق تخزين النفط في كًلا من: جبل طارق، مالطا، بورسعيد، بورتسودان، عدن، كولومبو، ترينكومالي، يانغون، سنغافورة، وأخيرًا هونغ كونغ. شكّلت عدم استطاعة السفن الحربية المُحملة اجتياز قناة السويس أمرًا زاد من تعقيد الأمر؛ حيث كان يتطلب عليها أن تُبحر للجانب الآخر للتزود بالوقود. كان لدى سنغافورة قدرة تخزين واستيعاب لحوالي 1.250.000 طن كبير من البترول وهو ما يعادل (1.270.000) طن. وتم إنشاء قواعد سرية في خليج كمران، أدو أتول، ونانكوري. وكان التقدير أن يحتاج الأسطول 110.000 طن كبير من البترول شهريًا وهو ما يعادل 110.000 طن يُنقل عبر ستين ناقلة بترول. وسيُنقل البترول من معامل التكرير الموجودة في عبادان ويانغون، وسيعوض النقص عبر شراء كل إنتاج الهند الشرقية الهولندية.
لم تؤخذ المرحلة الثالثة بعين الاعتبار؛ بيد أن مُخططو البحرية أدركوا بُعد سنغافورة عن اليابان وبالتالي عدم صلاحيتها بالتزويد بقاعدة مناسبة تتم عليها العمليات العسكرية القريبة من اليابان. بالإضافة إلى ضعف الأسطول تدريجيًا كلما تحرك الأسطول من سنغافورة.
ولو كانت المساعدة الأمريكية على وشك القدوم، لكانت احتمالية استخدام مانيلا كقاعدة أمامية بات موجودًا. فكرة غزو اليابان ومحاربة جيشها على أرضه قوبلت بالرفض باعتبارها حًلا لا يُمكن تنفيذه على أرض الواقع، ولم يتوقع واضعو الحرب البريطانيون قبول اليابانيين خوض معركة بحرية بهذه القوة رغم كُل الصعاب. لقد انتبهوا إلى مفهوم الحصار، ومن واقع التجربة الشخصية، كانوا على علم بمدى تأثير الحصار على دولة جزرية مثل اليابان تقع في قلب إمبراطورية بحرية، وأدركوا أن ممارسة الضغوط الاقتصادية سيكون كافيًا.
تمت دراسة احتمالية محاصرة اليابان من جانب مخططو الحرب. واستنتج المخططون عن طريق المعلومات التي أوردها مجلس التجارة والملحق التجاري بطوكيو أن حوالي 27% من واردات اليابان تأتي من الإمبراطورية البريطانية. وفي الأغلب يمكن استيراد هذه الواردات من الصين أو الولايات المتحدة. ولكن تبين بعد أن تم تحديد عدد من الواردات الهامة التي تعتمد عليها اليابان بدرجة كبيرة مثل المعادن، والآلات، والمواد الكيميائية، والبترول، والمطاط أن مصدر معظم تلك الواردات تحت السيطرة البريطانية. يمكن التحكم في وصول اليابان إلى شحن السفن غير المتحيز عن طريق رفض التأمين على كافة السفن التي تتعامل مع اليابان، واستئجار سفن بغية تقليل عدد السفن المُؤَمّن وقتها.
تتمثل المشكلة في تطبيق الحصار الكامل على السفن في كون السفن الحربية المتوانية قبالة ساحل اليابان عُرضة للهجوم من جانب طائرات أو غواصات. كان من الممكن محاصرة الموانئ اليابانية بسُفن صغيرة، ولكن هذا يتطلب أولاً تدمير الأسطول الياباني أو محايدته، ولكن كان من المستحيل أن يتقبل الأسطول الياباني وضعًا يُعرضه للدمار. ومن أجل ذلك، تم إقرار خُطة لضمان حصارًا أبعد؛ وبمقتضى هذه الخُطة سيتم اعتراض سبيل السُفن المتوجهة إلى اليابان بمجرد أن تمر بالهند الشرقية أو قناة بنما. وبتنفيذ هذه الخُطة، لن يتم قطع العلاقات التجارية مع الصين أوكوريا أو حتى مع الولايات المتحدة الأمريكية. ولذلك كانت مدى فعالية هذا الحصار في موضع شك.
وأشار العميد البحري والقائد العام للأسطول السير هربرت ريتشموند من محطة الهند الشرقية إلى أن منطق أحداث الخُطة غير مُباشر بطريقة مُريبة:
• لقد عزمنا على إجبار اليابان على الاستسلام عبر قطع الإمدادات الأساسية لها.
• لن نستطيع قطع هذه الإمدادات الأساسية إلا إذا هزمنا أسطولها.
• ولن نستطيع هزيمنة أسطولها إلا إذا خُضنا حربًا.
• وسنُجبرها على خوض الحرب عبر قطع إمداداتها الأساسية.
أدرجت خُطط عام 1919 منظمة الدفاع عن القواعد البحرية المتنقلة التي تستطيع الدفاع عن القواعد الأمامية وتطويرها. تملك هذه المنظمة قوة تعادل 7000 حيث تحتوي على لواء المدفعية المضادة للطائرات، ولواء من المدفعية الساحلية، وكتيبة مُشاه مُقدمين جميعهم من البحرية الملكية. فقد احتلت البحرية الملكية على سبيل المثال خليج ناكاجو شكو دون خوض حرب، وطورت المنظمة تباعًا قاعدة كبيرة هُناك مكّنت الأسطول من محاصرة اليابان. كانت المناورات الفعلية للأسطول تُجرى في البحر الأبيض المتوسط عام 1920 بغرض التأكد من مدى نجاح فكرة المنظمة. وعلى الرغم من ذلك، لم تحظ فكرة الحرب البرمائية باهتمامٍ بالغٍ من جانب البحرية الملكية؛ حيث كانت تفتقر إلى دعم المنظمات، وأضحت التقنيات وفنون القتال في التراجع. وبحلول عام 1930 كان هدف الأميرالية هو ضمان تقدم الولايات المتحدة واليابان في هذا المجال عن بريطانيا. وفي هذا الصدد حثت الأميرالية الجيش وسلاح الجو الملكي آنذاك على التعاون معها في تأسيس مركز التدريب المتبادل بين الأسلحة وتنميتها الذي اُفتتح في يوليو/تموز عام 1938.. وتمت مناقشة المشاكل المتعلقة بالحرب البرمائية برئاسة القائد الأول للمركز القائد لوبن إدوارد هارولد ماوند، بما في ذلك تصميم سُفن الإنزال.
لم يقتصر ضعف البحرية الملكية في هذا المجال فقط خلال عام 1930. ففي عام 1920 قاد العقيد سيّد سمبل مهمة سمبل شبه الرسمية إلى اليابان من أجل مساعدة البحرية الإمبراطورية اليابانية في إقامة ذراعًا جويًا؛ حيث كانت البحرية الملكية آنذاك رائدة العالم في طيران البحرية. درّست مهمة سمبل عدد من التقنيات المتطورة مثل هبوط حاملات الطائرات على متن السُفن. تولت كذلك التدريب مع الطائرات، ووفرت المحركات والمعدات الحربية فضًلا عن التجهيزات التقنية. لقد تخطت اليابان هكذا بريطانيا خلال عقدٍ واحدٍ. شاركت البحرية الملكية كذلك في تطوير مدرعات مدرج الطيران، الذي بدوره مكّن حاملات الطائرات من التغلب على الضرر. بيد أن هذا أسفر عن تحديد عدد الطائرات التي تستطيع الحاملات تشغيلها. كان لدى البحرية الملكية ثقة في قدرة المدفعيات المضادة للطائرات، ولذلك لم تر حاجة إلى وجود طائرات مقاتلة عالية الأداء. طورت البحرية الملكية الطائرات متعددة المهام مثل البلاكبيرن روك، وفايري فولمار، وفايري براكودا، وبلاكبيرن اسكيوا، وفايري سوردفيش بغية تحقيق أقصى فائدة من السفن القليلة التي يمكن حملها. ونتيجة لهذا، لا مجال لمقارنة طائرات البحرية الملكية بنظائرها اليابانية.
كان من المتوقع احتمالية أن تستفيد اليابان من حرب في أوروبا. بيد أن حادث تيانجين الذي وقع في يونيو/حزيران عام 1939 فرض احتمالية أخرى وهي محاولة استفادة ألمانيا من وجود حرب في الشرق الأقصى. كان هناك نهجين من المقرر أن يتم اتباعهم في حال حدوث أسوأ سيناريو وهو الحرب على ألمانيا، وإيطاليا، واليابان في آن واحد. وينص النهج الأول على تحويل الحرب وقتها إلى حربٍ واحدةٍ بين ألمانيا واليابان عن طريق إقصاء إيطاليا خارج دائرة الصراع في أسرع وقت ممكن. طالب لورد البحر الأول آنذاك السير ريجنالد دراكس أثناء إدلاءه بنصيحته حول الأستراتيجية بعد تقاعده بتجهيز سربًا جويًا من الطائرات يتكون من أربع أو خمس بارجات جنبًا إلى جنب مع حاملة طائرات، فضًلا عن عدة طرادات ومدمرات، وإرسالها جميعها إلى سنغافورة. بالطبع لن تستطيع هذه القوة محاربة الأسطول الياباني الرئيس، ولكنها ستحمي التجارة البريطانية في المحيط الهادئ من خطر المهاجمين التُجاريين. وزعم دراكس أن تأثير قوة صغيرة سريعة في هذا الوضع سيكون أفضل من أخرى كبيرة بطيئة. سوف تكون هذه السفن القليلة نواة لأسطول المعركة الكبير بمجرد أن يُتاح عدد أكثر من السفن. ومن جانب آخر عارض وزير تنسيق الدفاع آنذاك الأميرال السير شات فيلد هذه الفكرة؛ معلنًا أن سرب الطائرات الجوي لن يكون إلا هدفًا للأسطول الياباني. وعوضًا عن ذلك، طرح هو النهج الثاني الذي ينص على ترك البحر الأبيض المتوسط وإرسال الأسطول إلى سنغافورة.

## تطوير القاعدة

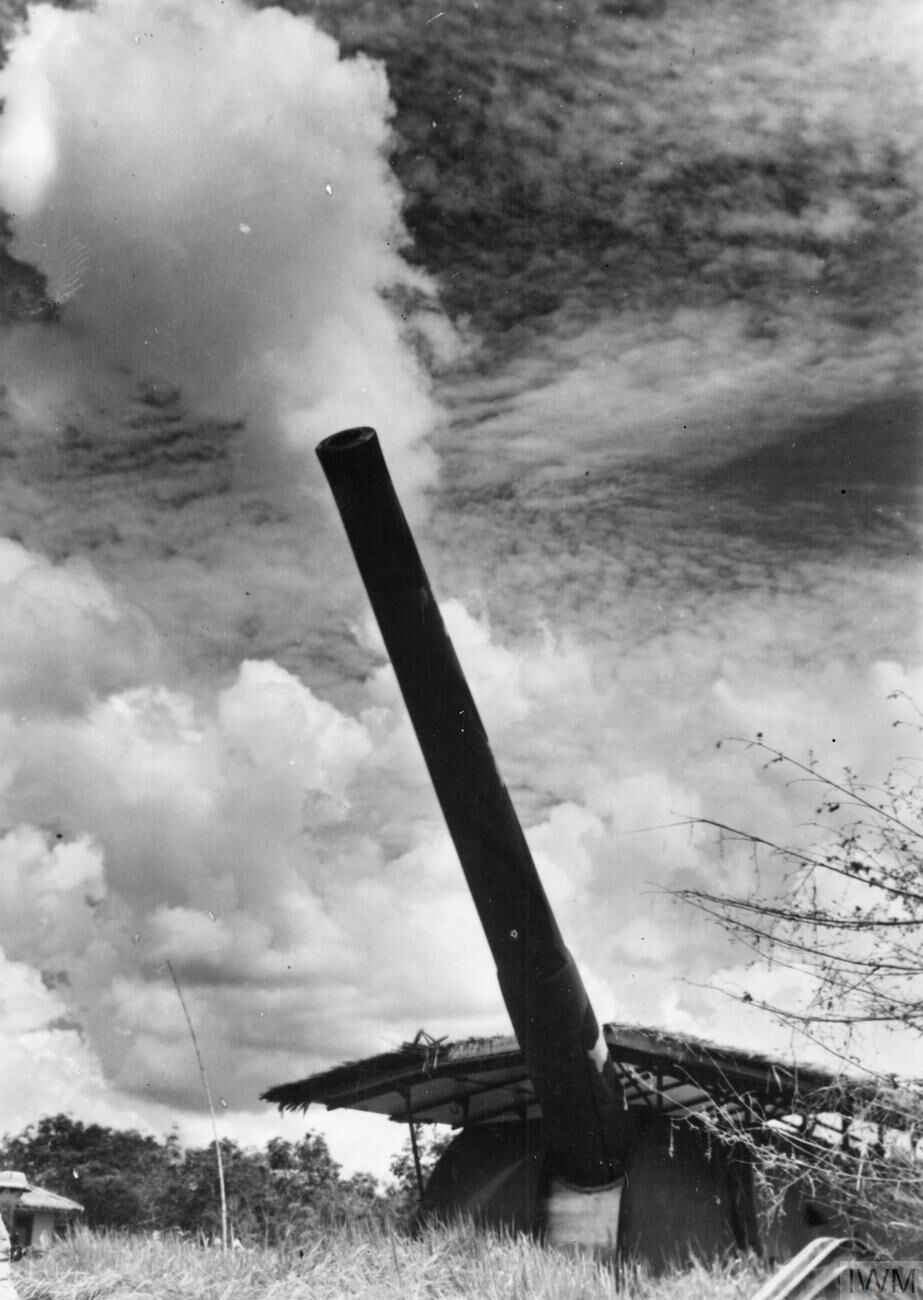
واحدة من بنادق الدفاع الساحلي من نوع 15 بوصة تستعد للإطلاق

بعد استعراض كافة الأراض، وقع الاختيار على موقع في سيمباوانج لإنشاء قاعدة بحرية. وقدّمت مستوطنات المضيق 2.845 فدانًا (1.151.3 هكتار) كعطية دون مقابل لخدمة الموقع المُختار، بالإضافة إلى مبلغ 250.000 جنيه إسترليني تبرعت به هونغ كونغ عام 1915 دعمًا منها لإنشاء القاعدة البحرية. لم تتفوق إسهامات المملكة المتحدة في العام نفسه التي وصلت إلى 204.000 جُنيه إسترليني قدمتها للسفن العائمة إلى نفس مستوى العطايا السابقة. قدّمت دول الملايو الاتحادية 2.000.000 جُنيهًا إسترليني، وكذلك نيوزلندا التي تبرعت هي الأخرى بمبلغ 1.000.000جُنيه إسترليني. استقبل عقد بناء المسفن أقل العطايا؛ حيث قدّم السير جون جاكسون ليمتد مبلغ 3.700.000 جُنيه إسترليني. وتم نقل 6.000.000 متر مكعب من الأرض لتسوية الموقع، بالإضافة إلى ردم 8.000.000 مستنقع. أًنُشئت السفينة العائمة في إنجلترا وتم سحبها تباعًا إلى سنغافورة عن طريق الساحبات الهولندية. كانت الساحبات الهولندية ترتفع إلى 1.000 قدم (300 متر) طوًلا و1.300 (400 متر) عرضًا مما جعلها واحدة من أضخم السفن في العالم. سيكون هُناك بالتالي 5.000 قدم (1.500 متر) من أرصفة المياه العميقة، بالإضافة إلى دعم البنية التحتية بما في ذلك المستودعات، والورش، والمستشفيات.
تمركز الجنود مصحوبين بمدافع بحرية ثقيلة مقاس 15 إنش (381.0 ملليمتر) في كًلا من: جوهور، تشانغي، وفيستا بونا للتعامل مع البارجات هُناك بغية الدفاع عن القاعدة البحرية. وتم إمداد القوات بمدافع متوسطة مقاس 9.2 إنش (233.7 ملليمتر) للتعامل مع المهاجمين الصغار. بالإضافة إلى مدفعيات مكونة من مدافع صغيرة القطر الداخلي ومقاومة للطائرات، ومدافع للتعامل مع الهجمات كانت موجودة في حصن سيلوسو، حصن كانيننج، وحصن لابرادور. وبشكلٍ عامٍ كانت جميع المدافع مقاس 15 إنش مدافع بحرية زائدة صُنعت ما بين الفترة من 1903 إلى 1919. ودفع سلطان جوهور السلطان إبراهيم جزءًا من تكلفتهم كعطية قُدرت بمبلغ 500.00 جُنيه إسترليني قدمها بنفسه لليوبيل الفضي أثناء حفل تتويج الملك جورج الخامس. وتم توفير حاجزًا وقائيًا شامًلا (360 درجة) لثلاثة من المدافع، بالإضافة إلى مستودعات سرية تحت الأرض.
لم يتم إغفال الملاحة الجوية؛ حيث طالبت الخُطط بوجود قوة جوية مكونة من خمس عشرة طائرة مائية، وثمان عشرة مقاتلة استطلاعية، وثمان عشرة قاذفة طوربيد بالإضافة إلى ثمان عشرة مقاتلة ذات مقعدٍ واحدٍ وذلك بغية توفير الحماية. بُنيت مهابط طائرات سلاح الجو الملكي البريطاني في تينغا وسيمباوانج. أعرب رئيس الأركان الجوية المارشال اللورد ترنشارد عن إمكانية استبدال المدافع مقاس 15 إنش بحوالي 30 قاذفة طوربيد، في حين أبدى لورد البحر الأول أميرال الأسطول اللورد بيتي رفضه. وتم التوصل إلى حلٍ وسط تم الاتفاق فيه على استخدام المدافع. بيد أنه أعُيد النظر في القضية مرة أخرى تباعًا عندما توفرت طائرات طوربيد بمزايا أفضل. أثبت اختبار إطلاق النار للمدافع مقاس 15 و9.2 إنش الذي أجُرى في مالطا وبورتسموث عام 1926 الحاجة إلى القذائف عالية الجودة إذا ما أرادت المدافع قصف البارجات.
افتُتح حاكم مستوطنات المضيق السير شنتون توماس الحوض الجاف التابع للملك جورج السادس رسميًا في 14 فبراير/شباط عام 1938. وقدم سربان من الذراع الجوي للأسطول طيرانًا منخفضًا. وكان من ضمن الإثنتين وأربعون سفينة ثلاث طرادات تابعة للبحرية الأمريكية. ساهم وجود هذا الأسطول في إعطاء الفرصة لإجراء مناورات بحرية، جوية، وعسكرية. تمكّنت حاملة الطائرات إتش أم إس إيجل من الإبحار سرًا متسللة إلى 135 ميًلا (217 كيلو متر) داخل سنغافورة، حيث شنت عددًا من الهجمات المفاجئة على مهابط طائرات سلاح الجو الملكي البريطاني، مما ساهم تباعًا في إحداث حالة من الارتباك الشديد عند قائد سلاح الجو المحلي ونائب القائد الجوي آرثر تيدر. وعلى نحوٍ مشابه، أعرب قائد الأراض المحلية اللواء وليم دوبي عن أسفه حيال أداء مضادات الطائرات الدفاعية. ومن جانبها، أوصت التقارير بتركيب أجهزة الرادار في الجزيرة بأكملها، ولكن لم يُنفذ هذا الحل حتى عام 1941. كانت الدفاعات البحرية تعمل على ما يرام، غير أن واحدًا من أحزاب الهبوط من البارجة إتش إم إس نورفولك ما زال في استطاعته الإستيلاء على فندق رافلز. ولكن ظل خطر تجاهل الأسطول بصورة كلية عن طريق الغزو البري لملايا من جانب تايلند هو الهم الأكبر لدى قائد سلاح الجو المحلي آرثر تيدر وقائد الأراض المحلية وليم دوبي. قام دوبي بمناورة في ملايا الجنوبية أظهرت إمكانية اجتياز الأدغال. اتفق رؤساء لجنة الموظفين في الأخير على أن يستقر اليابانيين على الأرجح في الساحل الشرقي لملايا ويتقدمون شماًلا قاصدين سنغافورة.

## أستراليا

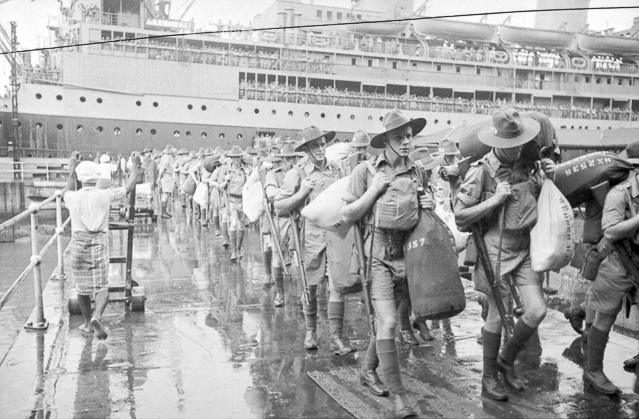
القوات الأسترالية شعبة 8 أثناء نزولها من ميناء سنغافورة في 15 أغسطس/آب عام 1941.

استولت حكومة حزب المحافظين الوطني برئاسة ستانلي بروس على إستراتيجية سنغافورة التي تطالب بالاعتماد على البحرية البريطانية جنبًا إلى جنب مع سرب البحرية القوي الذي سيتم تمويله حسب مقدرة أستراليا. خُصص مبلغ قدره 20.000.000 جُنيه إسترليني بين عامي 1923 و1929 لإنفاقه على البحرية الملكية الأسترالية مقابل 10.000.000 آخرين للجيش الأسترالي وصناعة الذخائر. في حين استقبل سلاح الجو الملكي الأسترالي الناشئ مبلغ 2.400.000 جنيه إسترليني فقط. بيد أن لهذه الخطة مميزات من ضمنها على سبيل المثال: إلزام بريطانيا بالدفاع عن أستراليا. وعلى النقيض من موقف نيوزلندا، رفضت أستراليا المساهمة في تكلفة بناء القاعدة في سنغافورة. وفي محاولة التوسل لحكومة شديدة البُخل طلبًا لدعمٍ ماليٍ، كان على الجيش الأسترالي رفض الإستراتيجية مُعلنًا أنها: «على ما يبدو أنها عقيدة إستراتيجية مؤسسة على نحو جيد، وأقُرت في أعلى مستويات صنع القرار الإمبراطوري».
وفي عام 1923 طرح حزب العمال الأسترالي خطة بديلة. وجدير بالذكر أن الحزب سالف الذكر كان مُعارضًا للجميع عدا عامي 1920 و1930. طالبت الخُطة البديلة خط الدفاع الأسترالي الأول بأن يكون ذراعًا جويًا قويًا مدعومًا بجيشٍ أستراليٍ مُجهز تجهيزًا عاليًا يمكن توسعيه بسرعة لمواجهة أي تهديد بالغزو. وهذا بدوره يتطلب صناعة ذخائر قوية. نوه سياسو حزب العمال لبعض النقاد أمثال اللواء في القوات البحرية ويليام فريلاند فولام، الذي لفت الأنظار إلى ضعف السفن الحربية، والطائرات، والألغام البحرية، والغواصات. وقد لاحظ ألبرت جرين من حزب العمال عام 1923 أنه عندما تصل تكلفة بارجة واحدة إلى 7.000.000 جُنيه إسترليني حاليًا مقابل 2.500 جُنيه إسترليني ثمنًا لطائرة، هذا يعني أن هناك سببًا حقيقيًا وراء الاهتمام حول كون بارجة واحدة استثمارًا أفضل من مئات الطائرات، بافتراض قدرة الطائرة على غرق البارجات. وهكذا لم تحدد خطة حزب العمال وضعية الجيش.
وفي سبتمبر/أيلول عام 1926 ألقى المقدم هنري وينتر محاضرة لمعهد الخدمات المتحدة بعنوان «العلاقات الإستراتيجية المتبادلة للقوات البحرية، الجيش وقوة الدفاع: رؤية أستراليا»، والتي نُشرت في أبريل/نيسان عام 1927 في طبعة الجيش البريطاني التي تصدر كل ثلاثة أشهر. وزعم وينتر أن الحرب كانت على وشك الاندلاع في منطقة الهادئ في الوقت نفسه الذي تتورط فيه بريطانيا في أزمة أوروبية ستحول بينها وبين إرسال موارد كافية إلى سنغافورة. وأعرب عن اقتناعه باحتمالية الهجوم على سنغافورة بريًا أو جويًا، وطالب بخُطة أكثر إتزانًا من أجل بناء الجيش وسلاح الجو الملكي الأسترالي الناشئ بدلا من الاعتماد على البحرية الإمبراطورية الأسترالية. كتب المؤرخ الرسمي الأسترالي ليونيل ويجمور: «من الآن فصاعدًا، موقف كبار المفكرين في الجيش الأسترالي إزاء الضمانات البريطانية التي تتعهد بإرسال أسطوًلا مناسبًا إلى سنغافورة في التوقيت الحرج هو]واستدرك معلنًا دون مبالاة[نحن لا نشك في مدى مصداقيتكم في تنفيذ معتقداتكم، ولكننا بصراحة لا نظن أنكم ستنفذوها.»
كتب فريدريك شدن بحثًا أحال فيه قضية إستراتيجية سنغافورة إلى أنها وسيلة للدفاع عن أستراليا، زاعمًا بأن أستراليا دولة جزرية، وبالتالي فهي عُرضة لحصارٍ بحريٍ. وإذا كان من الممكن هزيمة أستراليا دون غزو، لا بد من أن يكون الدفاع عنها دفاعًا بحريًا. اعترض العقيد جون لافارك على هذا. وجدير بالذكر أن جون لافارك درس في كلية الدفاع الإمبراطوري في نفس فرقة فريدريك شدن آنف الذكر عام 1928. وقال لافارك مبديًا سبب اعتراضه بأن الحصار البحري لأستراليا صعبًا للغاية بسبب سواحلها الكبيرة. بالإضافة إلى مواردها الداخلية المعقولة التي بدورها ستخفف من الضغط الاقتصادي. كتب لافارك نقضًا آخر عندما هاجم ريتشموند مكانة حزب العمال في مقالة الجيش البريطاني الفصلية عام 1933. وفي عام 1936 قرأ جون كيرتن زعيم المعارضة مقالة وينتر في مجلس النواب. وقد أدى نقده الصريح لإستراتيجية سنغافورة إلى تحويله إلى رتبةٍ أقل تباعًا. وعندما اندلعت الحرب مع ألمانيا في 3 سبتمبر/أيلول عام 1939، عين رئيس الوزراء آنذاك روبرت منزيس ضابطًا بريطانيًا آخر وهو الفريق إرنست سكوايرز رئيسًا لهيئة الأركان العامة، وذلك ليحل محل لافارك. وفي غضون أشهر استبدل رئيس هيئة الأركان الجوية بضابطٍ بريطانيٍ على النهج نفسه.

## الحرب العالمية الثانية

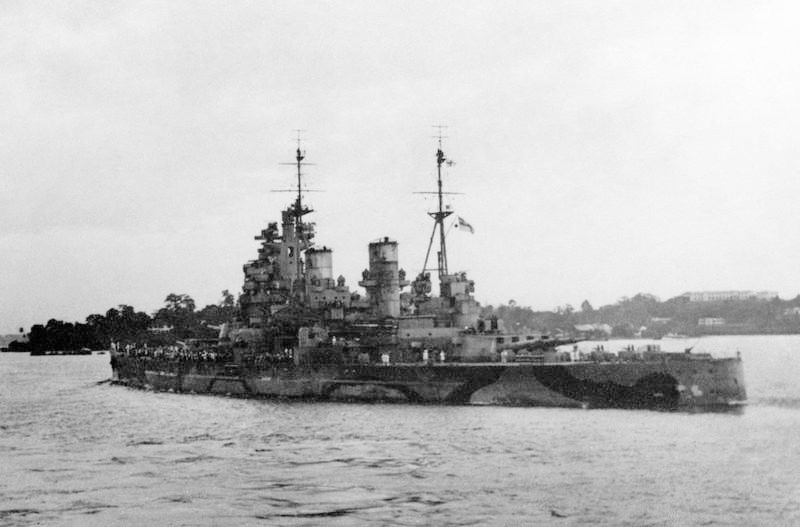
البارجة إتش إم إس أمير ويلز تغادر سنغافورة في 8 ديسمبر/كانون الأول عام 1941

أضحت الحرب مع ألمانيا حقيقة على أرض الواقع الآن. ونتيجة لذلك قام منزيس بإرسال ريتشارد كيسي إلى لندن في مهمة لبث الطمأنينة فيما يتعلق بالدفاع عن أستراليا حال إرسال القوات الأسترالية إلى أوروبا أو الشرق الأوسط. وفي نوفمبر/تشرين الثاني تم إعادة طمأنة كًلا من أستراليا ونيوزلندا فيما يخص عدم السماح لسنغافورة بالانهيار، وأنه في حال اندلاع حرب مع اليابان، ستكون أولوية الدفاع عن الشرق الأقصى وليس البحر المتوسط. بدا ذلك ممكنًا وخاصة أن الكريغسمرين أو البحرية الألمانية كانت صغيرة نسبيًا، بالإضافة إلى وجود فرنسا كحليف. وفي 20 نوفمبر/تشرين الثاني التقى بروس –الآن المندوب السامي الأسترالي للمملكة المتحدة- وكيسي مع الوزراء البريطانيين. وبعد انتهاء المقابلة، غادروا معتقدين بأنه على الرغم من التطمينات، البحرية الملكية غير قوية بالدرجة الكافية للتعامل مع الأزمات المستمرة سواء في أوروبا، البحر المتوسط، أو الشرق الأقصى.
أثناء عام 1940 تحول الموقف تدريجيًا إلى أسوأ السيناريوهات. وفي يونيو/حزيران انضمت إيطاليا للحرب موالية ألمانيا وتمت الأطاحة بفرنسا. وقد أعلن رؤساء لجنة الموظفين الآن:
يتمثل أمن مصالحنا الإمبراطورية في الشرق الأقصى في الأساس في قدرتنا على التحكم في اتصالات البحر في جنوب غرب المحيط الهادئ. وتحقيقًا لهذا الغرض، لا بد من إنشاء أسطوًلا مناسبًا في سنغافورة. وقد تبدل الموقف الإستراتيجي بالكامل على النقيض من الموقف الأولي وذلك بسبب هزيمة فرنسا. ونتيجة لهذا، كان توازن القوة البحرية عرضة للتغيير في الوطن. فنحن –في الماضي- كنا جاهزين للتخلي عن شرق البحر المتوسط وإرسال أسطولًا للشرق الأقصى، معتمدين على الأسطول الفرنسي الموجود في غرب البحر المتوسط بغية كبح جماح الأسطول الإيطالي. ونحن إذا نقلنا أسطول البحر المتوسط إلى الشرق الأقصى، لن نستطيع كبح الأسطول الأيطالي الذي حينها سيتحرر في المحيط الأطلنطي أو سيدعم من الأسطول الألماني في الوطن مستخدمًا القواعد الموجودة في شمال غرب فرنسا. لذا كان لزامًا علينا إبقاء قوات بحرية كافية في المياه الأوروبية لمراقبة الأسطولين الألماني والإيطالي، ولن يمكننا القيام بهذا جنبًا إلى جنب مع إرسال أسطولُا إلى الشرق الأقصى. وفي الوقت نفسه، ازدادت لدينا الأهمية الإستراتيجية للشرق الأقصى لأسباب تتعلق بأمن الإمبراطورية، بالإضافة إلى استطاعتنا من خلاله هزم العدو عن طريق التحكم في السلع الأساسية.
ظل أمل المساعدة الأمريكية موجودًا على الساحة. وفي يونيو/حزيران عام 1939 أثار رئيس العمليات البحرية الأميرال ويليام ليهي أثناء محادثات سرية في واشنطن احتمالية إرسال أسطولًا أمريكيًا إلى سنغافورة. وفي أبريل/نيسان عام 1940 اتصل الملحق البحري الأمريكي في لندن القائد آلان كيرك بنائب رئيس أركان البحرية نائب الأميرال السير توماس فيليبس للسؤال عما إذا كان في حال إرسال أسطول الولايات المتحدة إلى الشرق الأقصى، هل سيمكن إتاحة مرافق رسو السفن في سنغافورة؛ حيث كانت المرافق الموجودة في خليج سوبيك غير مناسبة. وتلقى كيرك ردًا يؤكد ما طلبه. وفي فبراير/شباط عام 1941 تحطمت الآمال بشان المساعدة الأمريكية وذلك خلال مؤتمر الموظفين في واشنطن في العام نفسه. تركز البحرية الأمريكية على الأطلنطي في المقام الأول. تصور القادة الأمريكيون أنه بتخفيف السفن الحربية البريطانية الموجودة في المحيط الأطلنطي والبحر المتوسط، يمكن إرسال أسطولًا بريطانيًا إلى الشرق الأقصى.

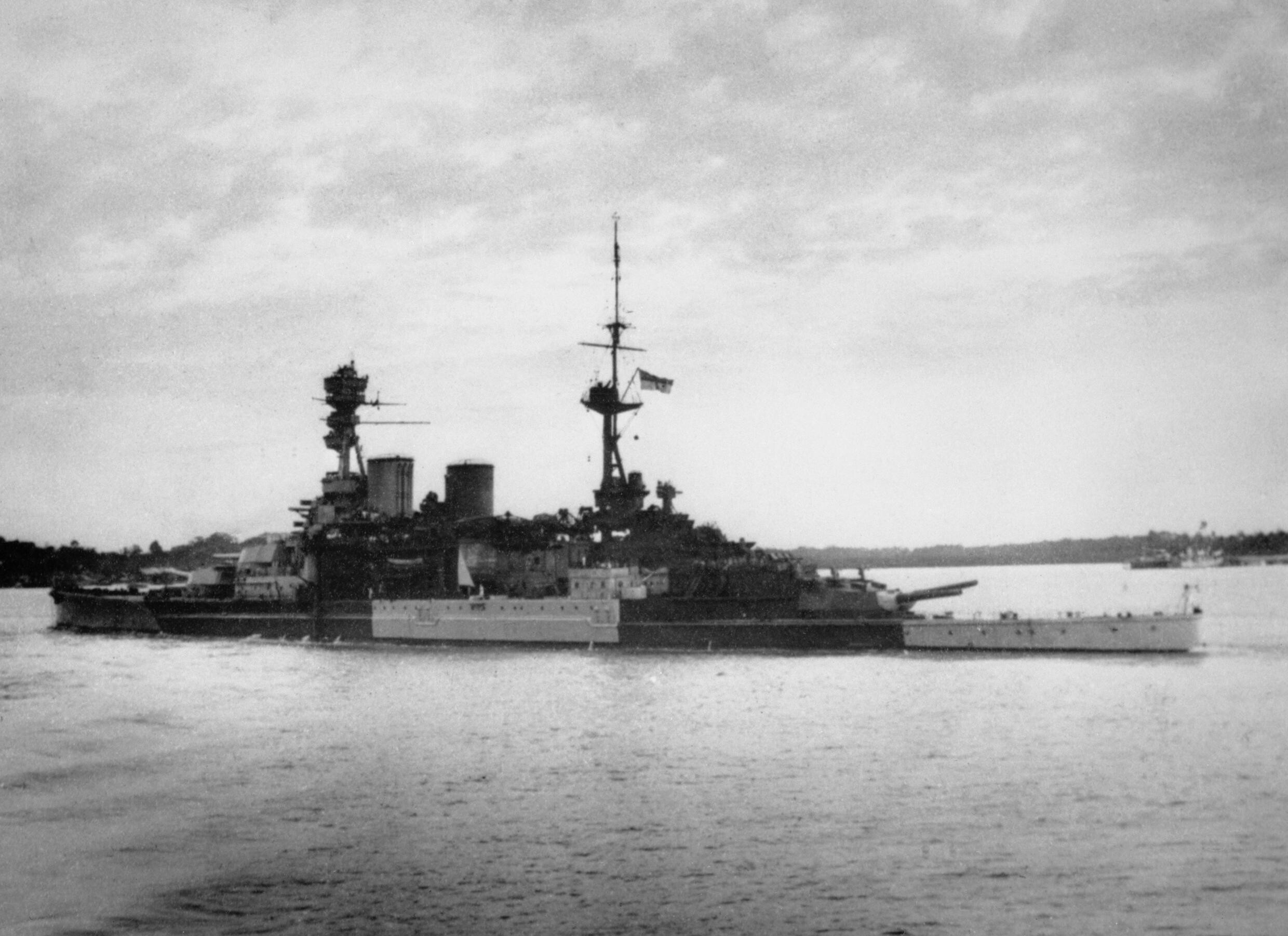
البارجة إتش إم إس ريبالس تغادر سنغافورة في 8 ديسمبر/كانون الأول عام 1941

وفي يوليو/تموز عام 1941 احتل اليابانيون خليج كام رانه الذي أراده الأسطول البريطاني ليستخدمه في حملاته في الشمال. وأسفر ذلك عن جعل اليابانيين أقرب لسنغافورة عَلَى نَحْوٍ غيرِ مُرِيح. وفي أغسطس/آب عام 1941 قرر رؤساء الأركان نتيجة لسوء العلاقات الدبلوماسية مع اليابان أن يوصوا بإرسال البارجة إتش إم إس بارهام إلى الشرق الأقصى عن طريق البحر المتوسط متبوعة بأربع سفن حربية من فئة ريفينج من تلك السفن التي كان يتم إصلاحها وترميمها في الوطن وفي الولايات المتحدة، بيد أن البارجة بارهام غرقت عن طريق قارب U ألماني في نوفمبر/تشرين الثاني عام 1941. وبعد ثلاثة أسابيع دُمرت السفينتين الآخرتين الموجدتين في الإسكندرية؛ البارجة إتش إم إس الملكة إليزابيث والبارجة فالينت بشكل كبير من جانب طُربيدات بشرية إيطالية. وقررت الأميرالية بعد التأكد من عدم وجود آي مدمرات أو طرادات متبقية، بإرسال حاملة طائرات والبارجة الصغيرة إتش إم إس إيجل.
لاحظ رئيس الوزراء آنذاك ونستون تشرشل أنه بما أن البارجة الألمانية تيربيتز مقيدة بأسطولًا بريطانيًا ممتاز، سيكون لأسطولًا بريطانيًا صغيرًا في سنغافورة التأثير غير المتكافئ ذاته على اليابانيين. أعربت وزارة الخارجية عن رأي مفاده أن إمكانية وجود سفن حربية حديثة في سنغافورة، من الممكن أن يُمثل ردعًا لليابان من الدخول في الحرب. ومن ثم طلبت الأميرالية في أكتوبر/تشرين الأول عام 1941 من البارجة إتش إم إس أمير ويلز المغادرة إلى سنغافورة حيث ستنضم هناك مع البارجة إتش إم إس ريبالس. وكان من المقرر أن تنضم الحاملة إتش إم إس إندوميتابل، غير أنها جنحت قُبالة جامايكا في 3 نوفمبر/تشرين الثاني، ولم تُتاح أي حاملة أخرى.
وفي أغسطس/آب عام 1940 أورد رؤساء لجنة الموظفين أن القوة الازمة للسيطرة على ملايا وسنغافورة في غياب أسطول كانت 366 طائرة خط أول وقوات حامية مُكونة من تسع ألوية. أرسل تشرشل بعد ذلك تطمينات إلى رؤساء وزراء كلًا من أستراليا ونيوزلندا تقضي بأنه في حال تم الهجوم عليهم، سيكون الدفاع عن كلاهم الأولوية الثانية بعد الدفاع عن الجزر البريطانية. عُقد مؤتمر دفاع في سنغافورة في أكتوبر/تشرين الأول من العام 1940 وحضره ممثلون عن الجيوش الثلاثة، بما في ذلك نائب الأميرال السير جيفري لايتون (القائد العام للأسطول، من محطة الصين)، وضابط القيادة العامة بملايا، بالإضافة إلى الفريق ليونيل بوند وقائد المجموعة الأولى للقتال في سلاح الجو الملكي البريطاني في الشرق الأقصى المارشال الجوي جون تريمين بابينجتون. وعن أستراليا، حضر كممثلين عنها جميع رؤساء نائب الجيوش؛ القائد جوزيف بورنيت، واللواء جون نورثكوت، وأخيرًا العميد طيار ويليام بوستوك. وعلى مدى عشرة أيام، ناقشوا الوضع في الشرق الأقصى. وقدّروا أنه يلزم للدفاع الجوي عن بورما وملايا ما لا يقل عن 582 طائرة كحد أدنى. وبحلول 7 ديسمبر/كانون الأول من عام 1941، كانت هُناك 164 طائرة خط أول في ملايا وسنغافورة، وكانت كل المقاتلات من طراز بروستر اف2 اي بوفالو. ومن ناحية أخرى، لم يكن وضع القوات البرية على ما يرام؛ حيث كان هُناك 31 كتيبة مشاه من أصل 48 يُستلزم وجودهم. كذلك بدلًا من وجود كتيبتين من الدبابات، لم توجد دبابة واحدة على الإطلاق. وعلاوة على ذلك عددًا كبيرًا من الوحدات الموجودة والمتوفرة لم تكن مدربة ومجهزة على نحو جيد. غير أن بريطانياأرسلت عام 1941 عدد 676 طائرة و446 دبابة إلى الاتحاد السوفيتي.
كان اليابانيون على دراية بحالة دفاعات سنغافورة؛ حيث كان هناك جواسيس مثل القائد باتريك هينان. كذلك كانت توجد صورة من إدراك رؤساء الموظفين الصادر في أغسطس/آب عام 1940 ضمن الملفات السرية التي استولى عليها مركب القرصنة التجاري الألماني أطلنطس من الباخرة إس إس أوتوميدون في 11 نوفمبر/تشرين الثاني عام 1940. استلم اليابانيون التقرير تباعًا الذي يُعتقد أنه شجعهم على الهجوم طالما أنهم حصلوا على المعلومات كافة التي تتعلق بدفاعات سنغافورة.
وفي الثامن من ديسمبر/كانون الأول عام 1941، احتل اليابانيون مستوطنة شنغهاي الدولية. بدأ هبوط الطائرات عقب عدة ساعات في كوتا بهارو بملايا. وعقب ساعة أخرى بعد ذلك، هاجمت البحرية الإمبراطورية اليابانية بيرل هاربر. وفي العاشر من ديسمبر/كانون الأول غرق أمير ويلز والبارجة ريبالس بسبب هجمة جوية يابانية أثناء إبحارهم لمواجهة قوة الغزو الملاوية. استسلمت سنغافورة في 15 فبراير/شباط عام 1942 عقب الحملة الملاوية الكارثية. قصفت المدافع طراز 15 إنش و9.2 إنش خلال المراحل الأخيرة من هذه الحملة العسكرية أهدافًا في جوهر بهرو، وفي سلاح الجو الملكي البريطاني بتينغا، وأخيرًا في بوكيت تماه.

## الآثار

### انهيار سنغافورة
وصف ونستون تشرشل سقوط سنغافورة بأنه «الكارثة الأسوأ والاستسلام الأكبر في تاريخ بريطانيا». كانت كارثة كبيرة لهيبة ومعنويات الإمبراطورية البريطانية. لم يتم إرسال الأسطول المتوقع إرساله، كذلك سرعان ما تم الاستيلاء على القلعة التي قيل عنها أنها «منيعة». فُقد ما يقرب من 139.000 قوة مع العلم أن 130.000 منهم تم أسرهم. بلغ عدد الخسائر في الأرواح 38.000، وكان أكثرهم من فرقة المشاة البريطانية 18، التي طُلبت لملايا في يناير/كانون الثاني. وبلغ عدد القتلي الأستراليين 18.000 قتيل، وكان أغلبهم من الفرقة الأسترالية 8، وكذلك 14.000 قوة محلية؛ غير أن أغلبية المدافعين –حوالي 67.000 منهم- كانوا من الهند البريطانية. وتباعًا انضم حوالي 40.000 من أسرى الحرب الهنود الجيش الوطني الهندي الذي يرعاه اليابانيون.

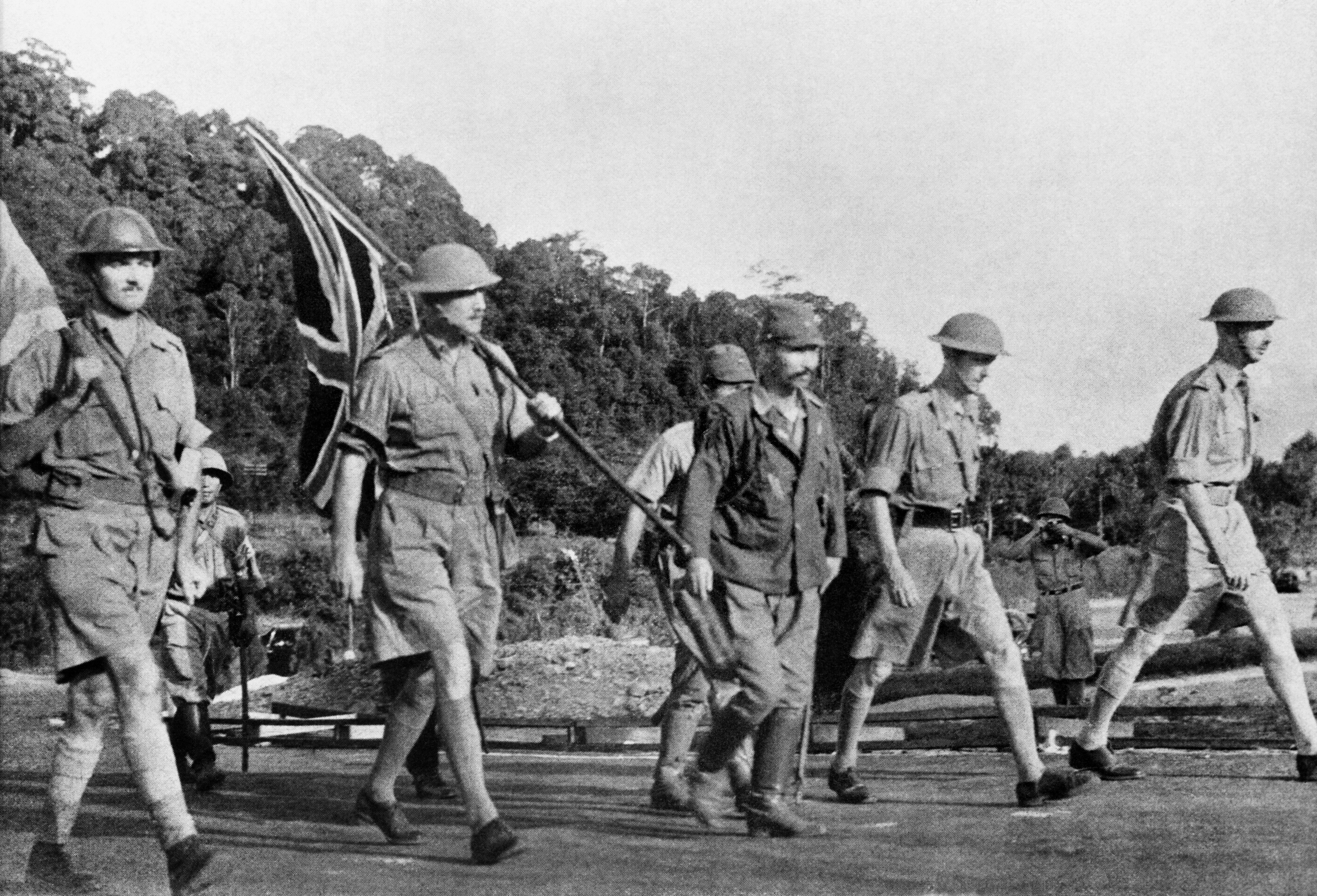
الفريق ارثر بيرسيفال (يمين) ذاهب للتفاوض بشأن استسلام قوات الحلفاء في سنغافورة في 15 فبراير/شباط عام 1942. الضابط الياباني في المنتصف هو المقدم إتشي جى سوجيتا.

وفي مقالة بمجلة فورتنيتلي ريفيو عام 1942، ذكر ريتشموند أن سقوط سنغافورة كشف «حماقة التغافل عن السيطرة على البحر بما يكفي في حرب دائرة بين محيطين». وصرح الآن بأن إستراتيجية سنغافورة غير واقعية بالكامل. سرًا ألقى باللوم على الساسة الذين سمحوا للقوة البحرية البريطانية بالتوقف. فالموارد التي تم توفيرها بغية الدفاع عن مالايا كانت غير مناسبة للاستيلاء على سنغافورة. علاوة على أنه تم استخدام هذه الموارد بطريقة مُسرفة، غير ناجحة، وغير فعالة.
كان للكارثة أبعادًا سياسية وعسكرية. تشرشل في البرلمان أنه لا بد من إجراء تحقيق رسمي للكارثة عقب الحرب. تساءلت الحكومة الأسترالية عقب هذا الخطاب الذي نُشر عام 1946 في زمن الحرب عما إذا كانت الحكومة البريطانية لا تزال تنتوي إجراء هذا التحقيق. تولت هيئة الأركان المشتركة للتخطيط الأمر وأوصت بعدم إجراء أي تحقيق؛ حيث لن يكون ممكنًا حصر التركيز على الأحداث المحيطة بسقوط سنغافورة، وحتمًا سيؤدي إلى تفسير الظروف السياسية، والدبلوماسية، والعسكرية لإستراتيجية سنغافورة على مدى سنوات عدة. اقتنع رئيس الوزاء كليمنت أتلي بهذه النصيحة ولم يتم إجراء أي تحقيق على الإطلاق.
وفي أستراليا ونيوزلندا وبعد سنوات من التطمينات، كان هُناك شعورًا بالخيانة. كتب مؤرخًا: «في النهاية مهما حاولتم تجميل الأمر، فلقد خذلهم البريطانيون.» وسيتم إدراك هذه التداعيات السياسية كافة على مدى عُقود قادمة. وفي خطابه لمجلس النواب الأسترالي عام 1992، فتح رئيس الوزراء بول كيتنغ باب الجدل مرة أخرى قائًلا:
قيل لي أنني لم أتعلم الاحترام في المدرسة. ولكني تعلمت شيئًا واحدًا؛ تعلمت احترام النفس والذات من أجل أستراليا -وليس عقدة الخواجة لبلد قررت عدم الدفاع عن شبه جزيرة ملايو، وألا تقلق إزاء سنغافورة، وألا تُعيد إلينا قواتنا لنتحرر من الهيمنة اليابانية. هذه هي الدولة التي أنتم –أيها الشعب- زوجتم أنفسكم لها وتشبثتم بها، وحتى عندما تخلت عنكم وذهبت إلى السوق المشتركة، كنتم أنتم لا تزالون تطمحون لأعضائكم، وفروسيتكم، وكل الحقوق والامتيازات التي تأتي منها.
كان وجود أسطولًا ضخمًا أمرًا ضروريًا من أجل هزيمة اليابان. ذهب أسطول المحيط الهادئ البريطانية بالفعل إلى الشرق الأقصى، حيث حارب جنبًا إلى جنب مع أسطول الولايات المتحدة في المحيط الهادئ. أضحت العلاقات الوثيقة التي تطورت بين البحريتين قُبيل اندلاع الحرب مع اليابان، والتحالف الذي تطور تباعًا الإرث الإستراتيجي الأكثر إيجابية وثبات لإستراتيجية سنغافورة.
عانت قاعدة سنغافورة البحرية أضرارًا طفيفة خلال الحرب، وأصبحت الوسيلة الأهم لدى البحرية الإمبراطورية اليابانية خارج الجزر اليابانية الرئيسية. خّرب البريطانيون المدافع من طراز 15-إنش قبيل سقوط سنغافورة، وتعرض أربعة منهم لتخريب كبير بحيث أصبحوا غير قابلين للإصلاح، وقد تخلص منهم اليابانيون. خرق البريطانيون الحوض الجاف، غير أن اليابانيون قاموا بإصلاحه؛ لقد دمروه تدميرًا لن يفيد معه إصلاحًا عبر هجوم بوينغ بي-29 سوبر فورترس في فبراير/شباط عام 1945، وقُطر في آخر المطاف إلى البحر وأُلُقي به في 1946. وفي عام 1945 أعادت البحرية الملكية الاستيلاء على قاعدة سنغافورة.

#### عملية المستودون العسكرية
عادت إستراتيجية سنغافورة في شكلها الجديد عملية المستودون عام 1958. عملية المستودون هي خُطة تطالب بنشر قاذفات القنابل V التابعة لقيادة قاذفة القنابل لسلاح الجو الملكي مزودة بأسلحة نووية إلى سنغافورة بصفتها جزءًا من إسهام بريطانيا في الدفاع عن المنطقة تحت ظل حلف جنوب وشرق آسيا (سياتو). ولمرة أخرى كانت هُناك عقبات لوجيستية كبيرة. طورت قاعدة تجمع جديدة في سلاح الجو الملكي جان في جزر المالديف بسبب عدم قدرة قاذفات القنابل على الطيران على كامل طريق سنغافورة. أيضًا استُخدم مدرج الإقلاع والهبوط التابع لسلاح الجو الملكي في بتروورث حتى يتم إطاله المدرج الموجود في سلاح الجو الملكي بتينغا؛ ذلك أنه كان قصيرًا بدرجة كبيرة لا تكفي لمرور القاذفات عليه. أدى تمركز الطائرات المسلحة النووية، وتخزين الأسلحة النووية دون مشاورة السلطات المحلية إلى تعقيدات ومشاكل سياسية.
طالبت المستودون بتطوير سربين من الطائرات من طراز هاندلي بادج فيكتور إلى تينغا، وواحدة من الآفرو فالكانز الثمانية إلى بتروورث. كان المخزون النووي البريطاني يحتوي على 53 سلاح نووي فقط في عام 1958، أغلبهم كان من نوع الدانوب الأزرق القديم، غير أن الخُطط طالبت بوجود 48 من سلاح ريد بيرد التكتيكي الخفيف الجديد النووي، على أن يتم تخزينه فور وجوده بتينغا، وبذلك سيكون ممكنًا أن تحمل كل قاذفة قنابل V اثنتين. وخلال الفترة من 1962 إلى 1970 تم تخزين أسلحة نووية تصل إلى 48 من الريد بيرد سرًا في مرفق لتخزين الأسلحة آّمن بدرجة كبيرة بسلاح الجو الملكي بتينغا؛ وذلك لاحتمالية استخدامهم عن طريق مفرزة قاذفات القنابل، وأيضًا من أجل تحقيق التزام بريطانيا العسكري للسياتو.
وفي الوقت نفسه، نشرت البحرية الملكية حاملة الطائرات إتش إم إس فيكتوريوس مع الريد بيردز جنبًا إلى جنب مع الغواصة المعقوفة ذات القدرة النووية إلى الشرق الأقصى عام 1960. كانت هُناك شكوك –في إستراتيجية سنغافورة الأولية- حول إمكانية تخصيص 24 قاذفة قنابل V في حال حدوث أزمة كارثية تحتاجهم، خاصة بعد حيازة الصين الأسلحة النووية عام 1964.
ولما اندلعت المواجهة الإندونيسية الماليزية عام 1963، أرسلت قيادة قاذفة القنابل مفارز من فيكتورز وفالكانز إلى الشرق الأقصى. وعلى مدار الثلاث سنوات التالية، تمركزت أربع قاذفات قنابل V بشكل دائم هناك مع أسراب طائرات في مفارز المملكة المتحدة المتناوبة. وفي أبريل/آذار عام 1965 اضطلع السرب رقم 35 بسلاح الجو الملكي بنشر سريع لثمانية من الفالكانز التابعة لها إلى سلاح الجو الملكي الأسترالي بتروورث وسلاح الجو الملكي بتينغا. أبلغ قائد القوات الجوية المارشال السير جون جراندي أن قاذفات القنابل V كانوا «رادعًا ممتاز للمواجهة الجارية على نطاق واسع.»
وفي عام 1965 أدت توترات عنصرية، وسياسية، وشخصية إلى انفصال سنغافورة عن ماليزيا، وإلى أن تصبح دولة مستقلة. وانسحبت قاذفات القنابل المتبقية مع نهاية المواجهة عام 1966. وفي السنة التالية، أعلنت الحكومة البريطانية عن نيتها سحب جميع قواتها من شرق السويس. سُلمت قاعدة سنغافورة البحرية إلى حكومة سنغافورة في الثامن من ديسمبر/كانون الأول عام 1968، وأضحى حوض بناء السفن في سيمباوانج أساسًا لصناعة ناجحة في إصلاح السفن.